# マーク・クイン
マーク・クイン（英語: Marc Quinn, 1964年1月8日 - ）はイギリスの現代美術家で、彫刻、インスタレーション、絵画などの作品を制作している。クインは、身体、遺伝学、アイデンティティ、環境、メディアなどをテーマに、「今日の世界で人間であるとは何か」を探求している。彼の作品には、血、パン、花、大理石、ステンレススチールなど、様々な素材が使われている。クインは、サー・ジョン・ソーンズ美術館、テート・ギャラリー、ナショナル・ポートレート・ギャラリー、バイエラー財団、プラダ財団、サウス・ロンドン・ギャラリーなどで個展を開催している。 ヤング・ブリティッシュ・アーティスト運動の注目すべきメンバーであった。
クインは国際的に知られており、2004年にトラファルガー広場の第1回フォース・プリンス・コミッションに彼は「アリソン・ラッパーの妊娠」を出品、受賞した。クインの悪名高い、凍らせた自分の血で作った自画像シリーズ、「セルフ」 (1991年-現在) は、2009年にバイエラー財団で回顧展の対象となった。
クインはロンドンに住み、活動の拠点としている。

## 人生と経歴

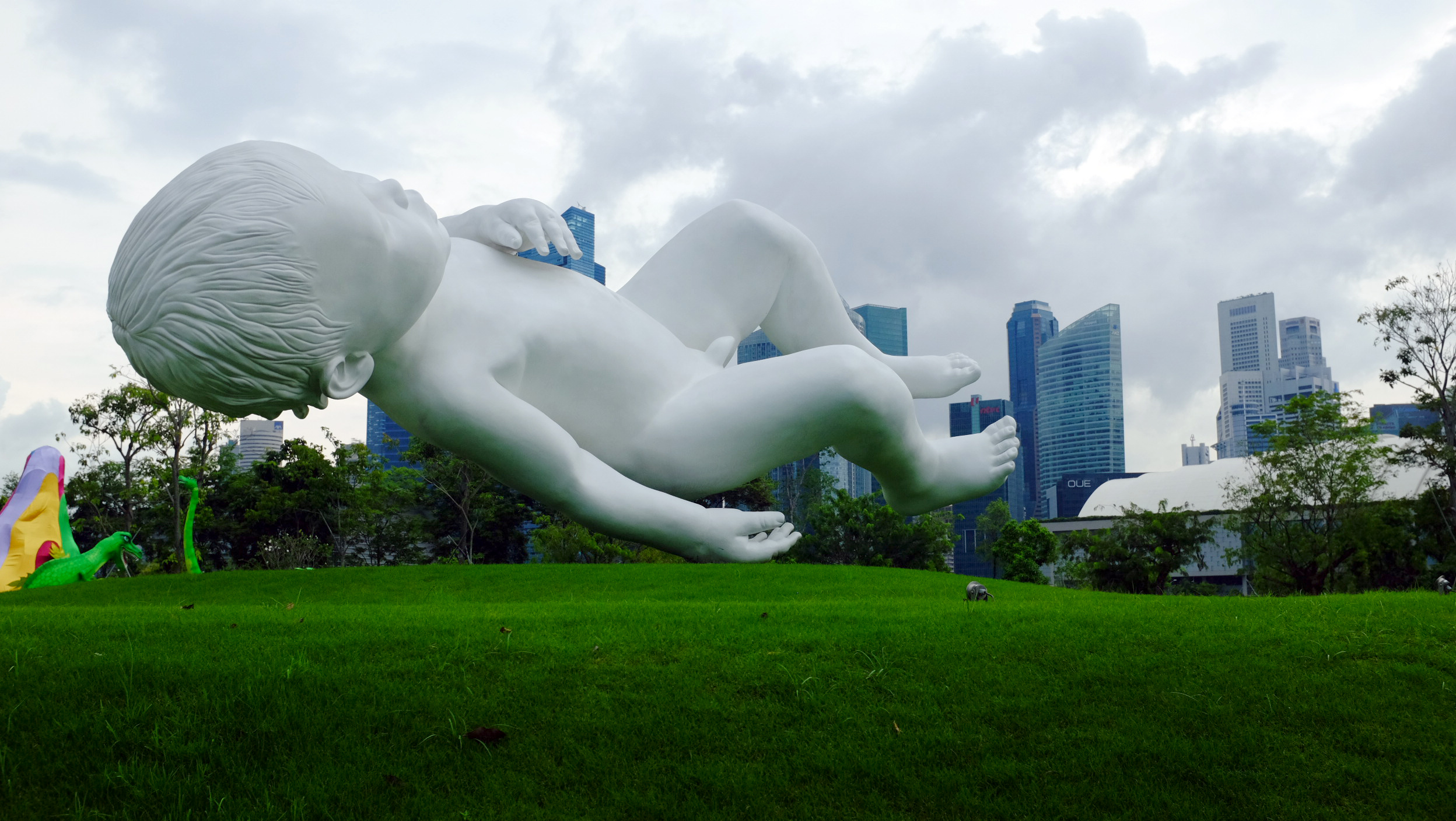
クインの作品「惑星」、シンガポール

クインは1964年にフランス人の母とイギリス人の父の間にロンドンで生まれた 。 幼少期をパリで過ごした。父は国際度量衡局に勤務する物理学者であった。クインは父親の研究室にあった科学機器、特に原子時計に早くから魅了されていたことを思い出している。 ミルフィールド（サマセット州の私立寄宿学校）に通い、ケンブリッジ大学のロビンソン・カレッジで歴史と美術史を学んだ。
1990年代初頭、クインは画商のジェイ・ジョプリンに初めて表されたアーティストである。1991年にジョプリンとの初個展を開催し、凍らせた9パイントの自分の血で作られた自画像「セルフ」(1991年)を発表した。
1990年代には、クインと数人の仲間たちは、アートの制作と体験に対する彼らの急進的なアプローチを評価された。1992年には、作家のマイケル・コリスによってアートフォーラムで「ヤング・ブリティッシュ・アーティスト」と呼ばれ、そこにはコーネリア・パーカー、サラ・ルーカス、ダミアン・ハースト、レイチェル・ホワイトリード、トレーシー・エミンらが参加していた。
1995年、クインはテート・ブリテンで個展を開催し、アート・ナウ・シリーズの一部として新作の彫刻を発表した。1997年、クインの作品「セルフ」(1991)はロンドン・ロイヤル・アカデミー・オブ・アーツの「センセーション」展に出品された。クインの「セルフ」は、サラ・ルーカスやダミアン・ハーストの作品とともに、すでにイギリスの人々の間で注目されていた。この展覧会は広くメディアの注目を集め、現代美術展としては記録的な来場者数を記録した。 その後、ベルリンのハンブルガー・バーンホフ、ニューヨークのブルックリン美術館を巡回した。
1998年にはサウス・ロンドン・ギャラリーで個展を開催し、1999年にはクンストフェライン・ハノーファーで個展を開催した。 2000年にはフローニンゲン美術館でクインの個展が開催された。その後、同年にミラノのプラダ財団で個展を開催し、意欲的な新作『ガーデン』を発表した。2002年に、クインはテート・リバプールで新作と写真を含む個展を開催し、リバプール・ビエンナーレで1+1=3の発表と重複して行った。 2001年には、ナショナル・ポートレート・ギャラリーでクインがジョン・サルストンのゲノムの肖像画のための個展を開催した。
2004年、クインはロンドンのトラファルガー広場にあるフォース・プリンスの委嘱を初めて受け、妊娠中の障害を持つアーティスト、アリソン・ラッパーの大理石彫刻を制作した。
2006年にはローマ現代アート美術館で、マーク・クインの作品の内近年の具象彫刻に焦点を当てた個展が開催され、2009年にはバイエラー財団で1991年から2006年までのすべての彫刻作品を含むマーク・クインの現在進行中のシリーズ「セルフ」の個展が開催された。
2012年、クインは2012年ロンドンパラリンピック開会式のための記念碑的作品の制作を依頼され、アリソン・ラッパーを空気で抱き上げた記念碑的な彫刻「ブレス（呼吸）」を制作した。
2013年、クインは第55回ヴェネツィア・ビエンナーレの美術展に合わせて、ヴェネツィアのジョルジオ・チーニ財団で、ゲルマーノ・チェラントのキュレーションによる個展を開催した。
2013年には、ゲルマーノ・チェラントによるクインの初のモノグラフ『Memory Box』が出版された。 2014年には、クインの人生と作品についての長編ドキュメンタリー『Making Waves』が公開され、ジェリー・フォックスが制作・監督を務めた。 ロンドンのサマセット・ハウスでは、2015年にクインの個展が開催され、近年の彫刻作品を中心に展示された。
2017年、マーク・クインはロンドンのサー・ジョン・ソーンズ美術館で大規模な展覧会を開催した。この展覧会は、現代のアーティスト、デザイナー、建築家とのコラボレーションによる新しいシリーズの第一弾であり、ジョン・ソーンの精神に触発され、革新的な方法でコレクションに命を吹き込もうとした。

## 作品
クインの初期の作品は身体性、腐敗、保存の問題を扱っていた。パン、血液、鉛、花、DNAなどの有機的で分解性のある素材を使って実験を行い、「パンの彫刻」（1988年）、「セルフ」（1991年）、「エモーショナル・デトックス」（1995年）、「ガーデン」（2000年）、「ジョン・サルストンのDNAポートレート」（2001年）などの彫刻やインスタレーションを制作した。2000年代に入ると、大理石、ブロンズ、コンクリートの使用に力を入れ始めた。古典的な素材や都市の素材のレンズを通して、身体とその極限を探求して来た。この時期の作品には「完全な大理石」（1999年-2005年）、「アリソン・ラッパーの妊娠」（2004年）、「進化」（2005年-2009年）、「惑星」（2008年）などがある。2010年からは、「歴史画」（2009年-現在）や「毒々しい崇高さ」（2014年-現在）に見られるようなステンレススチール、アルミニウム、グラフィティペイント、海辺のゴミ、タペストリー、絵画などの金属を使った作品を制作している。

## 初期の作品: 1991-2000

### セルフ, 1991 – 現在
マーク・クインが国際的な名声を得た最初の作品は、1991年、27歳の時に展示された「セルフ」である。「セルフ」（1991年）は、凍った作家の10パイント血で形成された自画像で、5年ごとに新しい血を入れた新しいキャストを通して自分自身を描くという継続的な作品である。作品は透明なプレキシガラスの箱に入れられ、凍らせたキャビネットの上に置かれている。これは、作品の性質である依存性を浮き彫りにしている。
「セルフ」 (2006年)はロンドンのナショナル・ポートレート・ギャラリーが所蔵している。

### 感情の解毒, 1995
1995年にクインは禁酒。この時期に制作されたのが、作家自身の身体から鋳造された鉛で作られた7つの彫刻シリーズ「感情の解毒」である。伝統的な七つの大罪のイコノグラフィーにインスパイアされ、各彫刻の中でクインの身体が引き裂かれ、再構成されていく様子は、身体的、心理的な戦いとしての解毒を反映している。
「感情の解毒」は、テート・ブリテン（ロンドン）（1995年）、フローニンゲン美術館（オランダ）（2000年）、アムステルダム市立美術館（アムステルダム）（2015年）などで展示されている。

### 庭園(2000)

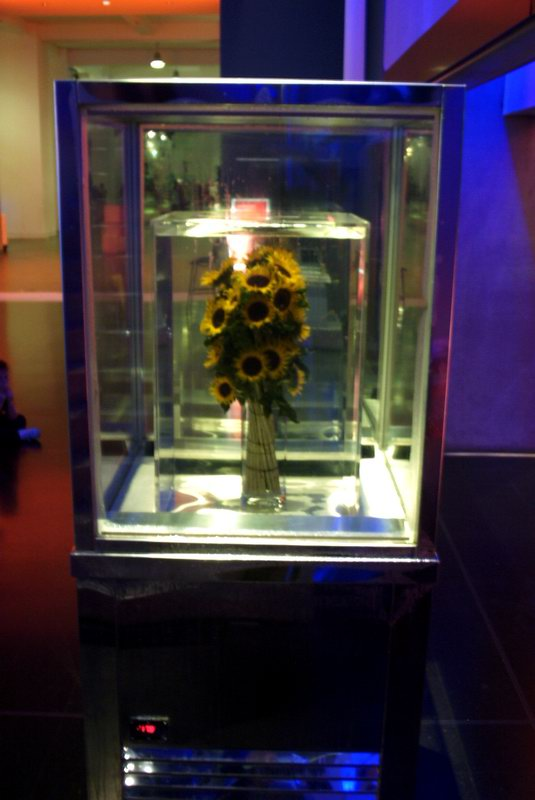
「永遠の春-ひまわりII」、液体シリコンオイルで冷やしたヒマワリ

2000年、クインはミラノのプラダ財団で個展を開催し、有機物を使った最も野心的な作品を発表した。「庭園」は、長さ12メートル、高さ3メートルの彫刻で、何千もの花がシリコンの中で凍っている（現在はプラダ財団のコレクションに所蔵されている）。彫刻の中の花は、同じ時期に咲く事はなく、世界の同じ地域で咲く事もない。

## 著名な作品: 2000-2010

### ジョン・E・サルストンの肖像(2001)
ヒトゲノム計画でヒトゲノムの配列決定を行った事で2002年にノーベル賞を受賞したジョン・E・サルストンの肖像がナショナル・ポートレート・ギャラリーに展示されている。この作品はサルストンのDNAを寒天ゼリーに入れたバクテリアで構成されている。「この肖像は、DNAクローニングのための我々の標準的な方法で作られた。」とサルストンは書いている。「私のDNAは無作為に断片に分割され、それらがバクテリアで複製できる様に処理された。DNAの断片を含む細菌は、あなたが肖像画で見ているプレートの寒天ゼリー上に広げられた。」

### アリソン・ラッパー、ザ・フォース・プリンス(2005–2007)
クインは生まれつき手足のない人や切断された人の大理石彫刻のシリーズを制作して来た。2005年9月から2007年10月までロンドンのトラファルガー広場の第4台座に展示されていたアリソン・ラッパーの15トンの大理石像はその頂点に達している。（ 第4台座は彫刻の輪番展示に使用されている。） アン・ミレットは、『Disability Studies Quarterly』の中で、「この作品は障害の衝撃的な価値を利用した物であると強く批判されている一方で、その進歩的な社会的価値を称賛されている。『アリソン・ラッパーの妊娠』とそれをめぐる論争は、現代美術における現在の議論の最前線にある障害の問題を示している」と書いた。
2012年ロンドンパラリンピックの開会式演出の中心的な要素として、この彫刻の大型複製が用いられた。

### セイレーン(2008)

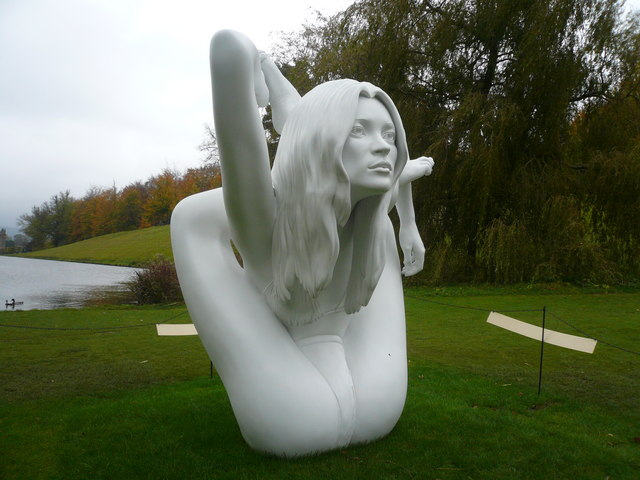
'神話 (スフィンクス)', チャッツワース・ハウス

2006年以降、マーク・クインはスーパーモデルのケイト・モスに大きく関わってきた。2006年4月には、クインによるケイト・モスを題材とした彫刻「スフィンクス」が公開された。 この彫刻には、足首と両腕を耳の後ろに巻きつけてヨガのポーズをとるモスの姿が描かれている。この作品の反響は、2007年5月にニューヨークのメアリー・ブーン・ギャラリーで開催された展覧会で最高潮に達した。この彫刻はノルウェーのオスロにあるフォルケティートレットに常設展示されている。
2008年8月、クインは、ロンドンの大英博物館で展示された18金無垢のモスの彫刻「セイレーン」を発表した。この等身大の彫刻は「古代エジプト以来最大の金の像」と宣伝された。

### 歴史絵画(2009- 現在)
2009年、クインは「歴史絵画」シリーズを開始した。 この取り組みの初期の作品群は、世界各地の紛争の報道写真を拡大してキャンバスに油彩で描いた物からシルクやウールのジャガード織のタペストリーへと発展した。

## 著名な作品: 2010-現在

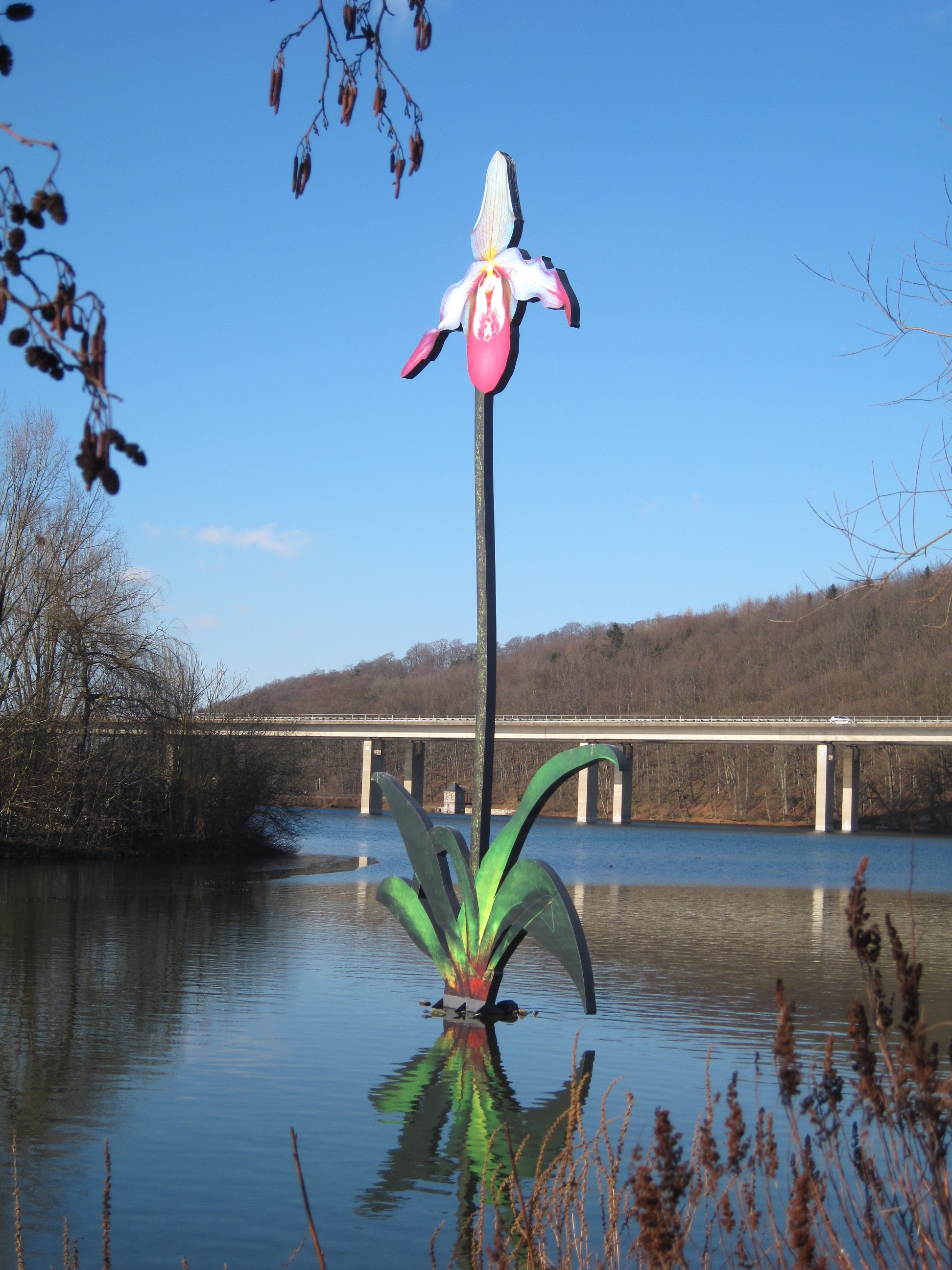
イーザーローンのザイラーゼーにあるマーク・クインの蘭の彫刻

2010年5月、クインはロンドンのホワイト・キューブ・ギャラリーで、映画女優パメラ・アンダーソンをモチーフにした「パメラの恍惚とした自意識」や、ポルノモデルのチェルシー・チャームズをモチーフにした「チェルシー・チャームズ」など、一連の新作彫刻を発表した。クインの題材には、「キャットマン」のデニス・アブナー（猫のように見えるようにタトゥーを入れている）や、トーマス・ビーティー、バック・エンジェル、アラナ・スターなどのニューハーフが名を連ねている。クインの肖像彫刻「バック & アラナ」では、アダムとイブを思わせるポーズで手をつないで立つ2人のヌードが描かれている。トーマス・ビーティーの彫刻では、妊娠中期の彼が頭を下げ、両手で腹部を支えている姿が描かれている。
この展示では、逆色で描かれた新しい花の絵画シリーズと、ギャラリー向かいのホクストン・スクエアに設置された白塗りのブロンズ製の大規模な蘭の彫刻2点も展示された。

### 毒々しい崇高さ(2015)
2015年、マーク・クインはホワイト・キューブ・バーモンドジーで毒々しい崇高さと題した新作展を開催した。そこでは、人間が自然に与える生態学的な影響を探求する新しい作品群が展示されていた。「毒々しい崇高さ」は、歪んだ立体的な海の風景を描いた作品である。これらの絵画と並行して、長さ7.5メートルを超える物を含むステンレススチールで鋳造された新しい彫刻のシリーズは、「凍った波」と題された作品群の一部を形成している。この彫刻は、果てしない波の作用によって浸食された貝殻の芯から生まれている。

### 愛のすべて(2016–2017)
2017年、クインはロンドンのサー・ジョン・ソーンズ美術館で個展を開催した。12体の生体彫刻を展示した「愛のすべて」シリーズは、古典的な断片化された彫刻の表現を通して、愛の概念を探求している。当時のパートナーとのコラボレーションで制作された、二人が抱き合う姿を描いた彫刻は、ルネサンスからオーギュスト・ロダンまで、様々な時代の彫刻を彷彿とさせる作品となっている。

### 力のうねり (ジェン・リード)2020
2020年7月15日の早朝、ブリストルにひそかに建立された彫刻「力のうねり (ジェン・リード) 2020」はクインが制作したブラック・ライヴズ・マターの抗議者であるジェン・リードの像である。この像は大西洋奴隷貿易に関与していたブリストルの商人、篤志家、トーリー党庶民院議員で19世紀に建てられたエドワード・コルストンの像が置かれていた台座に取り付けられていた。像が建てられてからわずか24時間後、市議会は設置許可を得ていないとして像を撤去させた。ブリストル市長であるマーヴィン・リースは、クインに彼の像を撤去するための費用を議会に寄付するよう要請した。

### ウイルスの絵2020
現在進行中のクインの絵画シリーズは、新型コロナウイルス感染症流行の最中に、彼の携帯電話で撮影した時事問題の写真やニュース記事のスクリーンショットを吹き飛ばした上に絵の具を散りばめたもので、これらの新作は、2009年に始まった彼の「歴史絵画」シリーズの続編と考えられている。

## コレクションズ
- テート・モダン, ロンドン[49]
- ナショナル・ポートレート・ギャラリー, ロンドン[50]
- 国立近代美術館, パリ
- アムステルダム市立美術館, アムステルダム[51]
- アストルップ・ファーンリ現代美術館（英語版）, オスロ
- ベラルド・コレクション博物館（英語版）, リスボン
- モントリオール現代美術館[52]
- ニューヨーク近代美術館, ニューヨーク[53]
- メトロポリタン美術館, ニューヨーク[54]

## チャリティ・オークション
マーク・クインは2010年以降、数々のチャリティ・オークションに参加している。クインの作品は、2010年にクリスティーズでヴォーグと共同でイギリスのホームレス支援団体クライシスのためにオークションに出品された。 クインは2013年にサザビーズで開催されたミミ財団（Mimi Foundation）の癌支援のチャリティ・オークションに作品を寄付した。 クインは2014年と2015年にジェイク・チャップマンがキュレーションを担当したボンハムズで開催されたピース・ワン・デイのチャリティ・オークションに作品を寄付した。
2013年、クインはチェルシー・フラワー・ショーのための作品制作を依頼され、フラワーショー100年の歴史の中で初のアーティストとのコラボレーションとなった。「自然の猛威」(2013)は、チェルシー・フラワー100周年アピールのための資金調達を目的にサザビーズで競売にかけられた。
クインの作品は、2016年にレオナルド・ディカプリオ財団が毎年開催しているサントロペのガラでオークションにかけられ、環境保護を支援している。